# Amblyornis newtoniana
Amblyornis newtoniana là một loài chim trong họ Ptilonorhynchidae.